# A Serbian Film
A Serbian Film (Originaltitel: Srpski Film) ist ein serbischer Psychothriller des Regiedebütanten Srđan Spasojević aus dem Jahr 2010.
Der Film gilt wegen seiner extremen und explizit gezeigten Gewalt als hochkontrovers.

## Handlung
Miloš ist glücklich mit Marija verheiratet und hat einen jungen Sohn namens Petar. Sein Bruder Marko, der als korrupter serbischer Polizist sein Geld verdient, beneidet Miloš wegen seines harmonischen Familienlebens und ist heimlich in Marija verliebt. Da Miloš als ehemaliger Pornodarsteller keine Rente bezieht, werden seine Ersparnisse zunehmend knapp. Pornodarstellerin Lejla vermittelt Miloš daraufhin an den selbst ernannten Kunst-Produzenten Vukmir weiter, der seine Filme allerdings nicht veröffentlicht, sondern gegen hohe Geldsummen privat verkauft.
Aufgrund seiner Fähigkeit, sogar ohne visuelle Stimuli eine Erektion zu erlangen, ist Miloš in der Szene als „The Filthy Stud“ bekannt, weswegen Vukmir besonders an seiner Besetzung interessiert ist. Bevor Miloš die Villa von Vukmir betritt, begegnet er einem älteren glatzköpfigen Mann, der von zwei Bodyguards begleitet wird. In der Villa erhält Miloš von Vukmir keine näheren Informationen bezüglich des Filminhaltes, weswegen Bedenken aufkommen. Doch diese lösen sich auf, als ihm eine hohe Geldsumme für die Teilnahme angeboten wird.
Am ersten Drehtag wird Miloš in ein Waisenhaus geführt, wo eine Szene für den Film gedreht werden soll. Mittels eines Ohrhörers werden Miloš Anweisungen gegeben, was er laut Drehbuch zu machen habe. Zunächst hat es den Anschein, dass es sich um einen herkömmlichen Pornofilm handelt, bis ein junges Mädchen auftaucht, das jedoch nach kurzer Zeit von ihrer Mutter abgeführt wird. Stattdessen begleitet Miloš eine als Krankenschwester verkleidete Frau in eine kleine Kammer, in der er einen Blow Job bekommt. Dabei sind zwei Monitore in seinem Blickfeld zu sehen; der eine zeigt das Mädchen von vorher (Jeca), während sie ein Eis isst, der andere, wie sie sich die Lippen schminkt. In einer späteren Szene ist Miloš wieder beim Dreh. Widerwillig und unter Androhung von Gewalt wird er dazu gezwungen, die Mutter aus der vorherigen Szene zu schlagen und den gewünschten Akt zu vollziehen.
Nachdem Miloš seinen Bruder Marko darum gebeten hat, nähere Informationen über Vukmir einzuholen, erfährt er, dass dieser ein ausgebildeter Psychologe und ein Produzent für Kindersendungen sei. Zudem habe Vukmir als Staatssicherheitsbeamter gedient. Miloš besucht Vukmir in seiner Villa, um erneut den Vertrag zu besprechen. Miloš gibt zu verstehen, dass er nicht damit einverstanden ist, dass im Film Kinder eingesetzt werden. Vukmir versucht daraufhin, Miloš die künstlerischen Aspekte zu erklären, und spielt ihm ein Video vor, in dem ein Baby unmittelbar nach der Geburt vergewaltigt wird. Vukmir erklärt, dass es sich dabei um ein neues Genre namens Newborn-Porn handele.
Angewidert flüchtet Miloš mit seinem Auto, wird jedoch an einer Ampel von Vukmirs Ärztin angesprochen und verführt. Miloš erwacht in seiner Wohnung mit Verletzungen im Gesicht und am Körper. Er hat einen Blackout und besitzt zunächst keine zusammenhängenden Erinnerungen an die letzten drei Tage. Zudem kann er weder seine Familie auffinden noch seinen Bruder telefonisch erreichen, weswegen er sich zunehmend Sorgen macht. Miloš verschafft sich Zutritt zu der Villa von Vukmir, die leerzustehen scheint. Als er einen Raum betritt, in welchem ein Bett steht und die Wände mit Blut bespritzt sind, kann er sich daran erinnern, wie er, unter Drogen gesetzt, von der Ärztin in den Raum geführt wird und auf Anweisung des Regisseurs eine mit Handschellen an das Bett gefesselte Frau vergewaltigt. Schließlich wird er aufgefordert, ihr mit einer Machete den Kopf abzutrennen, was er dann auch macht. Nachdem er sich an das Geschehene erinnern kann, muss er sich übergeben. Als er dann die Villa weiter untersucht, findet er in einem Schrank Videokassetten und einen Camcorder. Die Bänder enthalten verschiedene Szenen sowohl von ihm selbst als auch seine eigene Vergewaltigung durch einen Leibwächter Vukmirs. Ein weiteres zeigt einen Streit zwischen Lejla und Vukmir. Lejla ist nicht damit einverstanden, was mit Miloš geschieht. Kurz danach ist Lejla in einem Raum in Ketten gefesselt zu sehen, zuvor hat man ihr gewaltsam die Zähne gezogen. Sie wird von einem maskierten Mann zum Deepthroating gezwungen und anschließend zu Tode erstickt, indem ihr dabei die Nase zugehalten wird.
Für eine weitere Szene wird Miloš zu einem Haus geführt, in dem scheinbar eine ältere Frau zusammen mit Jeca wohnt. Die ältere Frau präsentiert sich als Großmutter von Jeca und lobt Miloš für den Mord an der Mutter ihrer Enkelin. Sie bittet anschließend Miloš darum, mit Jeca aus traditionellen Gründen zu schlafen. Obwohl Jeca dazu scheinbar bereit ist und Miloš unter Drogen steht, lehnt er ab. Miloš flieht, indem er durch ein geschlossenes Fenster springt. Später befindet sich Miloš in einer Gasse, wo er beobachtet, wie zwei Männer einer attraktiven jungen Frau hinterherpfeifen. Miloš wird von den beiden Männern dabei ertappt, wie er masturbiert. Er wird daraufhin von beiden Männern geschlagen, bis Raša auftaucht und die beiden Männer tötet. Miloš wird in eine große Halle gebracht, in der eine weitere Szene gedreht werden soll. Die Szene wird vom Regisseur des Snuff-Filmes als „Eine serbische Familie“ betitelt. Miloš wird von Vukmirs Ärztin mit einer Spritze unter Drogen gesetzt. Um sich zu wehren, rammt ihr Miloš eine Spritze in den Hals. Fluchtartig betritt er die große Halle. In der Mitte der Halle befindet sich ein Bett, wo zwei in Decken verhüllte Opfer liegen, eine erwachsene Frau und ein Kind. Zuerst vergewaltigt Miloš nach Anweisung die Frau, danach vergeht er sich an dem Kind. Währenddessen erscheint ein maskierter Mann, der offenbar Lejla umbrachte, und missbraucht die erwachsene Frau. Die zuvor verdeckten Gesichter werden nacheinander von Vukmir enthüllt und Miloš entdeckt, dass es sein eigener Sohn ist, den er missbraucht, während der andere Vergewaltiger sein eigener Bruder Marko ist und sich bewusst an Miloš’ Frau vergangen hat. Währenddessen kommt die Ärztin in die Halle, welche sichtlich stark unter Drogen steht. Sie blutet stark aus der Vagina, nachdem sie ein Stahlrohr als Dildo verwendet hat, und bricht vor den Augen der Anwesenden zusammen.
Miloš greift daraufhin wütend Vukmir an und schmettert seinen Kopf mehrmals auf den Boden, sodass dessen Schädel platzt. Marija greift Marko an und schlägt ihn mit einer Skulptur zu Tode. Miloš wird von mehreren Leibwächtern attackiert; dabei kann er einem von ihnen eine Pistole abnehmen. Er erschießt die Angreifer und rammt zuletzt seinen erigierten Penis in die leere Augenhöhle eines halbblinden Personenschützers. Anschließend kehrt er zusammen mit seiner Frau und seinem Sohn nach Hause zurück. Gezeichnet von dem Erlebten merken Miloš und seine Frau, dass sie ihr Leben nicht werden fortsetzen können. Die Familie legt sich gemeinsam ins Bett. Miloš legt den Arm um seine Frau und tötet mit einem einzigen Schuss seine Frau, seinen Sohn und sich selbst. Als letzte Szene wird gezeigt, wie der glatzköpfige ältere Mann vom Anfang des Films zusammen mit einem Kameramann und einem Darsteller das Haus betritt und unmissverständlich das Kommando gibt, angefangen bei Miloš' Sohn, sich an den Leichen zu vergehen.

## Produktion
Fünf Jahre vor der Veröffentlichung trafen sich die späteren Drehbuchautoren, um erstmals über ein mögliches, gemeinsames Filmprojekt nachzudenken, mit dem ambitionierten Vorhaben, etwas Selbstständiges auf die Beine zu stellen. So entschlossen sich die Genre-Fans des amerikanischen Kinos der 70er Jahre, einen Independentfilm zu produzieren.
Allerdings führten die in Serbien vorherrschenden schwierigen Bedingungen zur Realisierung für ein solches Filmvorhaben dazu, dass es sich um eine Low-Budget-Independentfilm-Produktion handeln musste, die tatsächlich dann auch komplett von Srđan Spasojević finanziert wurde. Dementsprechend musste bei der Erstellung des Drehbuches und des Drehplanes und der Auswahl der Drehorte auf selbst für Low-Budget-Verhältnisse möglichst günstige Drehsets Rücksicht genommen werden. Bei den Effekten wurde auf jeglichen Einsatz von CGI verzichtet. Trotz des sehr niedrigen Produktionsbudgets gelang es mit Srđan Todorović und Sergej Trifunović zwei Schauspieler zu casten, die zu den bekanntesten des Landes zählen.
In der Post-Produktionsphase war man nach zweimonatiger Überarbeitungszeit im Labor bemüht, den Film in Deutschland auf 35 mm zu archivieren. Dieses Vorhaben scheiterte jedoch aufgrund rechtlicher Bedenken bezüglich des Filminhalts seitens der Behörden. So mussten sämtliche Produktionsunterlagen ausgehändigt werden, um einen strafrechtlichen Tatbestand zu vermeiden. Im zweiten Anlauf konnte der Film in Budapest, Ungarn dann doch entwickelt werden, jedoch auch nur unter der Auflage, dass ein Vertrag unterschrieben wurde, der bestätigt, dass die Filmproduzenten die volle Verantwortung für den Filminhalt übernehmen.

## Veröffentlichung
Erstmals wurde der Film am 15. April 2010 beim South by Southwest Filmfest in Austin (Texas, USA) gezeigt.
In Deutschland wurde der Film beispielsweise beim Filmfest Hamburg gezeigt und in Österreich am /slash Filmfestival. Im Vorfeld wurde eine Altersfreigabe von der FSK stark diskutiert. Es wurden aufgrund der gezeigten Darstellungen strafrechtliche Bedenken hinsichtlich der §184a und §184b StGB geäußert. Letztlich wurde am 30. Juni 2011 eine um mehr als 13 Minuten gekürzte Version mit einer Freigabe ab 18 Jahren veröffentlicht. Dabei wurden sämtliche anstößigen Elemente entfernt.
Im Vereinigten Königreich forderte das BBFC Schnitte von rund vier Minuten für eine Freigabe ab 18 Jahren.

### Indizierung
Diese britische Schnittfassung wurde im August 2011 in Deutschland auf Liste B indiziert (Trägermedien mit absolutem Verbreitungsverbot). Die damit vom Prüfgremium vermutete strafrechtliche Relevanz wurde im Februar 2015 von der Staatsanwaltschaft Berlin nicht bestätigt. Im April 2015 wurde die ungeschnittene Fassung deshalb auf Liste A umgetragen, das Jugendverbot bleibt somit in Kraft.

## Rezension
Der Film wird wegen der dargestellten Gewaltszenen insbesondere gegen Kinder und Frauen höchst kontrovers beurteilt. Heftige Kritik über die Sinnhaftigkeit wird beispielsweise an der Szene der Misshandlung eines neugeborenen Babys sowie an den Gewaltsequenzen insbesondere in den letzten 15 Minuten des Filmes geübt. Dies hat etwa dazu geführt, dass der Film im Vereinigten Königreich als Film mit den am meisten zensierten Sequenzen der letzten 16 Jahre angeführt wird; in Australien erhielt der Film vom Office of Film and Literature Classification keine Altersfreigabe und darf somit dort nicht verkauft werden.
Hier ein Auszug unterschiedlicher Zitate im deutschsprachigen Raum:

„Ein Film wie ein Faustschlag, ein Wutausbruch, ein Hilfeschrei.“

„… als Metapher für eine Gesellschaft, die ihre Kinder von Geburt an misshandelt, in sinnlose Kriege schickt, ihnen jede Zukunft nimmt und sie in einem Zustand aus Unterdrückung und dumpfen Nationalismus dahindämmern lässt.“

„Ein mit "letzten Tabus" spielender sowie "realem" Torture-Porn kokettierender Gewaltfilm. Solide inszeniert und respektabel gespielt, steht er zwar über dem Gros der billig produzierten Machwerke dieses Subgenres, was aber nichts daran ändert, dass der Film trotz aller vorgeschobenen sozialkritischen "Botschaften" einzig der Befriedigung niederer Schau-Instinkte auf Jahrmarktniveau dient.“

Auch wird in Kritiken explizit darauf verwiesen, dass die Thematik bereits von Marquis de Sade ausführlich beschrieben wurde. Basierend auf dem Titel des Filmes und der Aussage des Regisseurs „Das ist ein Tagebuch zum Missbrauch, den wir in Serbien durch unsere Regierung erlitten haben. Es geht um die monolithische Kraft der Führer und ihre hypnotisierten Erfüllungsgehilfen.“ wird die serbische Geschichte als mögliche Interpretationsthematik herangezogen. Untermauert wird diese Intention durch ein mit den Filmmachern geführtes Interview beim Brussels International Fantastic Film Festival.
In einer differenzierteren Kritik heißt es dazu jedoch: ein Film, der von einem Land stammt, das Jahrzehnte des Konfliktes, der Korruption, des zivilen Ungehorsams und der ethnischen Unruhen hinter sich hat, lässt es reizvoll erscheinen mehr hineinzuinterpretieren als der Film tatsächlich imstande ist zu zeigen. Er sagt soviel über das Land Serbien wie Hostel über Amerika, was vergleichsweise wenig ist, aber nichts ist im Vergleich dessen was der Filmtitel suggeriert zu sein.